# João de Freitas Cruz
João Carlos Lopes Cardoso de Freitas Cruz GCC • GCIH (Lisboa, 27 de março de 1925 – Trujillo, 30 de dezembro de 1984) foi um diplomata de carreira português.

## Biografia
Foi embaixador de Portugal em Paris (OCDE), Bona, Bruxelas (NATO), Londres e Madrid.
Ocupou diversos cargos em governos portugueses.
A 16 de Fevereiro de 1974 foi agraciado com a Grã-Cruz do Mérito da Ordem do Mérito da República Federal da Alemanha Ocidental, A 13 de Julho de 1981 foi agraciado com a Grã-Cruz da Ordem do Infante D. Henrique e a 13 de Setembro de 1985 foi agraciado com a Grã-Cruz da Ordem Militar de Nosso Senhor Jesus Cristo.
João de Freitas Cruz, então embaixador português em Espanha, faleceu na noite de 30 de dezembro de 1984, vítima de um acidente de viação em Trujillo, Espanha, ao colidir com um camião.
Era casado, tinha três filhos, José Freitas Cruz, Pedro Freitas cruz e João Freitas Cruz.

## Funções governamentais exercidas
- IV Governo Constitucional
  - Ministro dos Negócios Estrangeiros
- V Governo Constitucional
  - Ministro dos Negócios Estrangeiros